# Comuna Perove, Simferopol
Perove (în ucraineană Перове) este o comună în raionul Simferopol, Republica Autonomă Crimeea, Ucraina, formată din satele Dubkî, Kaștanove, Kîzîlove, Kliuci, Klînivka, Kosteantînivka, Novomîkolaiivka, Obrîv, Partîzanske, Perove (reședința), Ukraiinka, Vesele și Zalissea.

## Demografie
Componența lingvistică a comunei Perove
     Rusă (75,21%)
     Tătară crimeeană (17,37%)
     Ucraineană (5,9%)
     Alte limbi (0,25%)
Conform recensământului din 2001, majoritatea populației comunei Perove era vorbitoare de rusă (75,21%), existând în minoritate și vorbitori de tătară crimeeană (17,37%) și ucraineană (5,9%).